# Gokase-gawa
Le fleuve Gokase (五ヶ瀬川, Gokase-gawa) est un cours d'eau du Japon s'écoulant sur l'île de Kyūshū.
Ce cours d'eau prend sa source au mont Mukōzaka, dans la préfecture de Miyazaki. À Nobeoka, il se jette dans la mer de Hyūga. En fait, il rejoint le fleuve Kita à environ 450 m de la mer.
La rivière traverse les communes de Gokase, Yamato, Takachiho et Nobeoka.

## Bassin fluvial
Le bassin fluvial s'étend sur la préfecture de Miyazaki et de Kumamoto.
- Préfecture de Miyazaki
  - District de Nishiusuki
    - Gokase
- Préfecture de Kumamoto
  - District de Kamimashiki
    - Yamato
- Préfecture de Miyazaki
  - District de Nishiusuki
    - Takachiho
    - Hinokage
    - Nobeoka